# 香港大學民意調查風波
香港大學民意調查風波，通稱港大民調風波，亦稱鍾庭耀事件，是香港的一宗政治爭議，發生在2000年7月，香港大學民意研究計劃主任鍾庭耀在報章撰文，指行政長官兼任香港大學校監的董建華透過「中間人」施壓，要求停止有關行政長官及政府的民意調查。有關指稱引起社會巨大迴響，鍾庭耀其後公開了傳話人身份是香港大學校長鄭耀宗及副校長黃紹倫。
香港大學校務委員會決議成立一個三人獨立調查小組，由終審法院的非常任法官鮑偉華為主席，並在同年8月調查事件，行政長官辦公室高級特別助理路祥安涉及事件也被要求作證。調查委員會的調查報告在9月1日發表，確定鍾庭耀指控屬實，認為路祥安在市民對政府支持率下降的情況下，希望阻止不利政府的民調結果進一步打擊港府聲望。事件最後在9月6日，鄭耀宗及黃紹倫宣佈請辭告終。
事件涉及政府試圖干預學術自由，引起了當時社會的驚訝及批評，揭露了校長不僅沒有肩負捍衛學術自由的責任，反而傳遞「中間人」施壓的信息，企圖干預校內學者進行研究的權利，對近百年歷史的香港大學信譽造成影響。調查報告嚴厲批評路祥安作供「拙劣、不誠實」，然而董建華卻公開指路祥安「可靠、誠實」，更表明會續用路祥安，對特區政府以至特首的誠信以至公信力都造成破壞。

## 背景
1987年，香港大學成立隸屬社會科學學院的社會科學研究中心（Social Sciences Research Centre），當時黃紹倫是研究中心的首任主管，鍾庭耀任助理研究主任。1991年6月，中心成立民意研究計劃（Public Opinion Programme）收集民意數據，並研究和分析香港的民意發展，調查主題及項目均由中心自行釐定，鍾庭耀任民意研究計劃研究主任。研究中心由社會科學學院提供研究資源，研究亦接受外界委托的受資助調查。
1992年，港督彭定康上任不久隨即引起中英政治爭拗，剛創刊的《東周刊》開始委託民意研究計劃進行民意調查，並刊登「市民對彭定康的評價」、「對立法局議員的評分」及「市民對政治團體的意見」等，及後報章更大篇幅刊登調查結果，整個特首民望的調查方法大致確立。
1996年9月，民意研究計劃開始出版《民意快訊》，發表民意調查之主要發現，包括中心各項定期調查（tracking polls）的最新數據。同時，亦會就特定議題進行調查（ad-hoc polls），發表《民意快訊號外》（例如市民對特首施政報告的評價）。1997年，開始出版半年一期的《民意快訊合訂本》，總結之前半年的結果。同年年初，鍾庭耀亦曾以個人身份去信候任特首董建華，建議發展一套有利基層民主的議會制度。
1998年12月28日，港大民意研究計劃出版的《民意快訊合訂本》顯示，特區政府的滿意度由1997年下半年的43%下降至1998年上半年的28%，然後再下降至1998年下半年的23%；同期特首聲望評分由1997年12月的62.6分下降至1998年12月的57.7分。當時鍾庭耀接受傳媒訪問時，分析結果顯示「特區政府及特首的威信已響起紅色警告」，很多報紙亦以「政府和特首的滿意度跌至紀錄低位」成為頭條報導，評論引起了行政長官辦公室的注意。2000年5月，民意研究計劃轉往香港大學新聞及傳媒研究中心，並成為全面自負盈虧項目。

## 事件開端
2000年7月7日，鍾庭耀分別於《南華早報》和《信報財經新聞》撰文，指行政長官董建華過去一年多次透過特別渠道向他施壓，要求他停止對政府及行政長官的民望進行民意調查，其中《南華早報》同日更以頭條〈Tung tried to warn me off, says pollster〉（民調學者：董告誡我停止）報導。
2000年7月7日，鍾庭耀在《南華早報》和《信報》的撰文擇要：
Last year, more than once, I was given a clear message from Mr. Tung via a special channel that my polling activities were not welcomed. Mr. Tung did not like me polling his popularity, or the Government's credibility. I was told that he did not like to see universities involved in such activities and that our polls should stop. 
翻譯：去年我不只一次收到董先生透過特別渠道傳來的清晰訊息，指本人的民意調查工作不受歡迎。董先生不喜歡本人就其聲望或政府的信譽進行民意調查，本人被告知他不喜歡見到大學涉及這些工作和我們要停止調查。
——Pressure to stop opinion polls not welcome（不歡迎叫停民調的壓力），南華早報，2000年7月7日
在過去一年多，特首透過某些管道，不只一次向筆者傳達信息，謂學界不宜就其本人及特區政府的表現進行民意調查。傳話人更建議筆者停止有關工作。一時間，筆者變成了大學的負資產。那種感覺，非筆墨所能形容。 ——信報：特首是否重視民意調查？，2000年7月7日
事件公開後，特區政府隨即否認有關指控。傳媒、學者及公眾不斷要求鍾庭耀公開第三者的身份。

### 政府反應
特區政府反應強烈，行政長官辦公室新聞統籌專員林瑞麟即日代表行政長官向傳媒發表聲明，指「行政長官絕對沒有向鍾庭耀發表任何訊息，要求停止他的民意調查工作，並指香港任何人士、大學或機構都可以自由地做他們的民意調查」。其後，董建華在加拿大商會的午餐會上回應，斷言否認「肯定沒有要求香港大學停止進行民調」。
同日，行政會議召集人梁振英則稱，從未聽過政府高層提及鍾庭耀，又指董建華派人傳話絕非其的性格。翌日，行政長官特別顧問葉國華亦表示，「政府不會做這麼蠢的事情」，指事件可能存在誤會。
翌日，政務司司長陳方安生，重申政府不會或幕後施壓干擾學術自由，並以強硬措詞指「鍾博士的指責非常嚴重，批評此舉損害了董建華形象及政府的公信力」。
7月9日，陳方安生卻一改日前語調，主動表示自己希望事件可以告一段落，以免日後影響其調查工作。

### 香港大學
7月7日下午，當時政府已否認施壓，鍾庭耀召開記者會，拒絕公開第三者身分以及撰文所指的「特別渠道」。鍾庭耀堅稱有一名第三者清楚表達信息，他的理解為董建華不高興學術機關做有關他聲望的民意調查。同時，鍾庭耀表示特首既已說明繼續重視學術機構進行民意調查，那追究誰是「第三者」便不重要。只希望有一個自由而安靜的空間，繼續進行獨立的民意研究工作。7月8日，鍾庭耀再次發表聲明，強調公開事件並沒有任何政治動機，無意損害特區政府威信及特首的誠信，若最後發現是誤會，會向特首道歉。
港大發言人表示無從考究鍾庭耀言論的真確性，大學一直尊重及鼓勵學術及言論自由，政府過去並沒有干預新聞及傳媒研究中心所做的任何一項民意調查，亦沒有減少撥款，相信將來亦都不會。香港大學新聞及傳媒研究中心總監陳婉瑩表示，從未曾聽過下屬鍾庭耀受壓，亦不知道事件來龍去脈，會要求他交代整件事情始末。

### 傳媒報導
7月8日，當日所有報章都以顯著篇幅報導事件，多份報章社論都認為指控嚴重，且牽涉學術自由及言論自由，政府單方面澄清並不足夠，指鍾庭耀有必要詳細交待事件詳情並公開第三者傳話人的身份。

- 星島日報：要把傳話人揪出來
- 明報：請鍾庭耀清楚交代
- 經濟日報：鍾庭耀須給公眾說個明白
- 新報：請第三者立即站出來
- 成報：披露第三者 判是非曲直
- 蘋果日報：赤條條「國王」的確難看

——2000年7月8日報章社評標題
《星島日報》指自回歸以來，曾出現過不止一次由「特首傳話人」、「新華社傳話人」傳達訊息的模糊說法，顯示一些無權無職的人作威作福，猶如麻省理工經濟學者克魯明（2008年諾貝爾經濟學獎得主）提出的「裙帶資本主義」（Crony Capitalism），資本家會利用裙帶關係和政府結合，蠶食市場的公平運作。
《明報》、《新報》、《成報》認為事有蹊蹺，指使大學停止民調，政治上和現實上都不可能。《明報》更指事件並非兩人的私人紛爭，傳話者能使他承受「非筆墨所能形容」的壓力，說明茲事體大事關公眾利益，謎團不解開特首及政府的形象固然受損，鍾庭耀的公信力也大打折扣。
《經濟日報》提及董建華沒有只向鍾庭耀施壓的動機，故此沒有合理動機和證據。不能因為董建華民望低或近日說八萬五政策突然「不存在」，大家就可相信鍾庭耀的版本。《蘋果日報》指事件顯示特首連無政治背景、客觀的學術機構的民意調查也聽不進，容不下異見。
此外，《大公報》的評論指，鍾庭耀在沒有提出證據的情況下誣衊董建華，並指第二屆立法會選舉快將舉行，鍾庭耀透過不負責任的指控，配合一些政客及政黨製造「倒董」（反對董建華續任）輿論。7月11日，《大公報》的社評提及此事更指「鍾庭耀用‘第三者’為托詞誣告特首阻止民意調查，形同誣告和譭謗，要被法律追究責任」。
此外，事件亦受到國際傳媒關注，美國的主要報紙及全球各大通訊社均有報道事件，對特區政府及行政長官之形象均造成影響。

### 學者反應
7月8日，報章亦訪問了其他有進行類似民調，並得到相近趨勢本地大學機構，嶺南大學意見調查研究部主任李彭廣，香港中文大學亞太研究所副所長劉兆佳及研究統籌員王家英都表示自己沒有遭受過鍾庭耀所言的壓力，王家英指憑邏輯推論董特首也不會如此愚蠢和不智。然而，中文大學亞太研究所副所長劉兆佳及研究統籌員王家英後來證實曾在2000年2月應行政長官高級特別助理路祥安要約舉行私人飯局，期間談及民意調查中有關特首評分，以及如何解讀評分數字的問題。

## 公開詳情
7月14日，鍾庭耀在各方要求和壓力下召開記者會交代事情原委，公開第三者乃是當時身兼全國政協香港區委員的港大校長鄭耀宗，透過副校長兼鍾氏的博士論文老師黃紹倫教授（包括事件關鍵的兩次會面）向他傳達，並交代過去一年多來受壓的經過 。
- 1999年1月4日，鍾庭耀指鄭耀宗透過校長辦公室，要求他提交民調計劃資料，查問民調經費來源，鍾庭耀遂在翌日提交有關資料。
- 1999年1月29日，副校長黃紹倫邀請鍾到其辦公室，傳遞校長鄭耀宗收到消息，「特首不喜歡他做有關政府及特首聲望的民調」。
- 1999年11月1日，黃紹倫再次對鍾說校長非常不高興，並明確問鍾何時停止做政府及特首聲望的民調。校長要求鍾答覆何時停止做民調，並警告若不停止調查，後果是會被「陰乾」（經費會慢慢縮減）。其後，鍾庭耀曾經向鄭校長提交兩份書面報告，解釋「我們的工作受到特首誤解」、「現時停止民調工作是不智的行為」，惟鄭耀宗其後否認收過文件[32]。
- 2000年1月《鏡報月刊》發表文章，批評鍾做的區議會選舉票站調查不準確，質疑港大是「殖民地殘餘、反共及反華堡壘」。1月5日，鄭耀宗向校內高層發出通告，要求各人就《鏡報月刊》的文章提出意見，1月9日，鍾書面回覆校長，知道自己成為了大學的負擔[33]。

同日，港大外務處處長陳鈞潤代表校方發表聲明，指鑑於事件嚴重，將會成立一個獨立調查委員會，調查鍾庭耀的指控，以確定其進行的民意調查有否受到政治壓力。

### 相關人物澄清

#### 黃紹倫
7月14日，港大副校長黃紹倫舉行記者會澄清，表示1999年1月的會面只是轉達多位外間人士的質疑，包括身兼調查員及政治評論員的角色衝突、調查方法，以及鍾庭耀是否完全政治中立，僅屬「同事之間的意見交流」，否認校長曾授意作出施壓，要求鍾停止他的研究。至於有否在同年11月，轉達董建華「不喜歡鍾庭耀所做的民意調查」的訊息，黃紹倫則表示事隔久遠，記不清楚詳情。記者一再追問，黃則改稱「可能有說過」。

#### 鄭耀宗
當時在英國旅遊的校長鄭耀宗發表簡短聲明表示「極感震驚」，重申自己從未施壓或試圖阻止其民調，也從未授權任何人這樣做 。7月21日，鄭耀宗回港大後召開記者會，稱董建華從未與自己談過鍾庭耀的民意調查，也沒有要求大學停止調查。首次披露了行政長官高級特別助理路祥安於1999年1月主動約見，雙方在校長辦公室會晤約半個鐘，討論鍾庭耀的民意調查，鄭耀宗憶述討論內容包括：
- 民意調查是個人還是大學名義進行
- 調查主題如何釐定
- 大學有否監察其研究
- 鍾庭耀身兼調查員與評論員的角色衝突

鄭耀宗稱不感到路祥安的壓力，否認曾透過黃紹倫逼使鍾庭耀停止民調。只表示對民調計劃「有意見」，但不代表不滿其調查內容，而是關注研究質素，並不代表要施加干預。鄭只承認自己轉述特首辦意見時，未在意可能引起猜測，「政治敏感和溝通工作不足」。
鄭耀宗亦承認曾在2000年1月的高級管理層會議內，與多位副校長討論民意調查事宜。據香港大學副校長程介明憶述，將外界對個別學術研究的批評，納入高級管理層會議議程範圍討論則屬首次，而有關討論是源自《鏡報月刊》2000年1月號對鍾庭耀民意調查的評論，矛頭直指香港大學聲譽，高層有必要討論。

#### 路祥安
7月20日，行政長官高級特別助理路祥安發表聲明，稱自己「一向都以開放的態度和大家討論各種觀點。從來沒有干預任何人的工作」。 翌日，路祥安確認1999年1月曾與港大校長鄭耀宗和中文大學校長李國章會晤，目的在於加深了解民意調查的工作。並稱自己「以開放的態度請教，之後再沒有與鄭耀宗談及這事，或採取任何跟進工作，也沒有要求校方採取任何行動，亦絕對沒有施加任何壓力」。同日，行政長官辦公室表示會充分與獨立調查委員會合作，希望有助委員會了解事情，向公眾作出全面交代。其後，路祥安表示「以晚輩的身分向兩校校長拜會是一般性拜訪，沒有向董建華匯報內容」。

### 特首辦約晤中文大學
此外，中文大學校長李國章亦公開表示，同期（1999年1月）曾應邀與行政長官高級特別助理路祥安會面，期間討論過香港中文大學亞太研究所的民意調查，關於如何選擇題目，調查樣本要多少等問題。其後，路祥安亦要約中大亞太研究所副所長劉兆佳及研究統籌員王家英舉行私人飯局，期間談及民意調查事宜。

### 政府回應
行政長官董建華表示沒有透過香港大學任何人要求鍾庭耀停止他的民意調查工作，亦沒有指示任何人向香港大學傳遞這樣的信息

。翌日，行政長官辦公室發言人重申上述立場，並表示支持香港大學決定成立調查委員會，把調查結果公開。
政務司司長陳方安生表示非常歡迎香港大學成立獨立調查委員會，希望委員會能夠儘快展開工作。希望各界人士能夠保持一個開放、冷靜的態度，在未曾確認事實以前不應作出定論。陳方安生其後一再呼籲各界要非常小心涉及學術自由的消息，以免影響本港學術自由的聲譽。
行政會議成員唐英年表示高興鍾庭耀說出第三者身份，但董建華已經清楚表明沒有要求其他人施壓，即使有人向他施壓，也不是出自董建華的主意，鍾庭耀的言論嚴重傷害特首誠信應該向董建華道歉。

### 學者反應
香港城市大學鄭宇碩、中文大學劉兆佳和王家英等多位大學學者表示，校長鄭耀宗傳遞施壓的信息，沒有捍衛學術自由的神聖責任，保護校內學者進行研究的，反而限制學術研究，指控若然屬實便是犯上「嚴重的錯誤」。幾位學者同時表示鍾庭耀的民意調查方法與其他同類研究的分別相若，同樣符合學術原則，就算研究的內容存有個人偏見，其他學者也會予以批評，而非校長運用權力去命令他人終止研究，形同侮辱學者的學術修養和操守。鄭宇碩指路祥安直接找鍾庭耀的上司表達不滿，做法顯然有施壓的意味。王家英指從事民意調查的學者受到壓力被質疑政治動機，不斷被陰謀論懷疑他們在解讀民意調查是別有用心，形同學術自由受到威脅。
香港大學新聞及傳媒研究中心總監陳婉瑩（鍾庭耀上司）指港大的學術自由並未受到干預，但指不滿意校長鄭耀宗的表現，並批評鄭氏與路祥安在校長室會面談民調，是干預校園的學術自由，「非常之錯，絕對不能接受」。

## 調查

### 獨立調查小組
7月25日，香港大學校務委員會舉行特別會議通過決議，校務會主席楊鐵樑「嚴正申明」校務委員會為捍衛學術自由及大學自主，根據《大學規章》(Arrangement of Statutes)第19條2a，委任一個獨立調查小組，職權為：
- 調查鍾庭耀在7月7日及14日透過傳媒作出的指控，並向校務委員會提交書面報告，
- 向校務委員會建議應採取之行動。

獨立調查小組由3名人士組成，終審法院非常任法官鮑偉華為主席、資深大律師、前大律師公會主席王福鑫以及消費者委員會總幹事陳黃穗為成員。聆訊有如法庭聆訊，可傳召大學相關人士作證，證人可由律師代表。
8月1日，行政長官董建華拒絕港大獨立調查小組邀請，不會出席聆訊。董建華表示「很樂意提供資料協助調查」，並解釋有責任維持行政長官一職的「尊嚴」，而且他亦再沒有進一步的資料可以提供，只表明路祥安會出席聆訊協助調查。

### 聆訊過程
8月2日，開始初步聆訊。8月7日開始正式聆訊，只在星期一至五進行，8月21日完成，長達11日，過程並透過電視直播。

### 鍾庭耀與黃紹倫的會面
鍾庭耀重申了之前的指稱，供稱與副校長黃紹倫1999年1月29日首次會面時，黃氏稱收到信息謂特首向校長表達不太喜歡港大做的調查，特別是有關特首本人的評分及特區政府表現的評價。鍾庭耀又指與黃紹倫在1999年11月1日第二度會面時，黃紹倫清楚表達校長的訊息，要求答覆何停止調查，並告知不遵從會被「陰乾」。
黃紹倫作供時重申與鍾會面全出於自己的主意，指1999年1月21日的高層管理小組會議上透露了特首辦訪客對民調的意見，自己也聽聞有同事質疑民調工作，遂安排在1月29日會面，期間指鍾兩年來共做了29個特首調查評分太頻密，建議他減少次數，應運用資源做更高層次的政策研究。11月1日約見並告知鍾庭耀「校長很不高興」大學又捲入政治討論，源於鄭耀宗在1999年10月看到報道民主黨主席李柱銘引用了鍾庭耀的特首施政報告民意調查，來說明公眾的不滿增加。黃紹倫表示在11月12日曾向校長報告與鍾庭耀的討論，但並無轉交兩份鍾庭耀的解釋文件給校長。黃紹倫亦質疑鍾庭耀為何受到重壓多時才公開，跟他在今年才拿到博士學位有關。黃紹倫總結時指雙方證供的出入只是誤解，並非其中一方有意說謊。
鍾庭耀及黃紹倫就兩次分別在1999年1月29日及11月1日的會面內容的口供異同：
|      | 鍾庭耀 | 黃紹倫 |
| ---- | --- | --- |
| 相同 | - 校長表達不喜歡港大做的民意調查，外界人士認為調查並非政治中立，大學不斷被人覺得政治不中立，會影響港大整體發展 - 雙方同意首次會面中沒有要求鍾庭耀停止民意調查 | - 校長表達不喜歡港大做的民意調查，外界人士認為調查並非政治中立，大學不斷被人覺得政治不中立，會影響港大整體發展 - 雙方同意首次會面中沒有要求鍾庭耀停止民意調查 |
| 差異 | - 特首董建華向校長表達不太喜歡港大做的調查，特別是有關特首本人的評分及特區政府表現的評價 - 校長的意思是「最好不要做」有關調查 - 黃紹倫的意見是指做一般民調沒有大問題，但有關特首表現的就最好不要做 - 繼續做校長會「陰乾」的研究計劃 - 校長要求交代說明何時停止做這些調查 | - 初時「記不清楚」有說過特首不高興，後來指沒說過「特首辦不喜歡」，只說「特首辦對民調有意見」 - 沒提及校長要求停止民調和轉達指示，只說過「校長不喜歡」以大學名義進行的調查，被政治人物引用並捲入政治討論 - 勸告鍾庭耀不要做太多特首評分這類「學術性不高」的民意調查 - 堅決否認說過「陰乾」這種粗俗用語，大學裡根本無人可以做到 - 不記得有否說過「你何時停止做這些調查」，有可能說過「你何時作轉變，做多些深入研究」，後來指沒有代校長要求交待何時停止民調 |

黃紹倫及後承認校長鄭耀宗2000年1月與高層討論《鏡報月刊》評論鍾庭耀民意調查文章時，曾表示擔心港大繼續被標籤為「殖民地殘餘、反共及反華堡壘」，導致「港大在內地問題上被邊緣化」，對整體大學不公平。另一港大副校長周肇平在作供時亦表示鄭耀宗有此關注。

### 鄭耀宗與路祥安的會面
鄭耀宗作供稱自己在1999年1月6日與路祥安討論民調是很尋常的事，路祥安並沒有特別要求，自己亦沒要求副校長黃紹倫代他轉述。他強調自己只希望不要把鍾庭耀的調查與大學名字聯在一起引來混淆。路祥安也沒有說過「特首不喜歡」，也沒有說過鍾庭耀在1998年12月28日發表有關政府和特首的調查結果。除了在高層會議談及此事，沒有其他跟進行動。鄭耀宗指1999年3月13日、9月4日及2000年5月12日與董建華有三次私下會面，沒有一次提及民意調查。
路祥安供稱雙方透過秘書要約會面，鄭耀宗會面之前主動致電問他「有什麼是特別想知」，期間「突然想起」報章時常提及港大社會科學研究中心，遂向校長提出。會面時鄭耀宗簡介了大學的發展和該中心，亦有提及民調計劃主任鍾庭耀的名字，得悉中心做很多民調再向鄭查詢，民調是港大校方還是研究員個人的工作，二人的對話是「很自然和連貫」。期間提出了調查員和政治評論員角色衝突的問題。
路祥安表示對鍾庭耀留有很深刻印象，源於1997年初鍾以中文很端正地書寫一份很詳細的政制改革書給董建華，「感覺到鍾庭耀對政治有很強烈的意見」。不過，路祥安更改了書面供詞稱，向鄭提出角色衝突的問題時，並無「指名道姓」，自己的問題就像「學生聽了一課後向老師提問，沒有批評的含意」。其後，調查委員會成員陳黃穗再問他當天確實說了些什麼時，路就稱「自己像一隻鸚鵡，他說一個字，我也跟著說一個字。」
雙方各自陳述的1999年1月6日會面版本要點：
| 鄭耀宗 | 路祥安 |
| --- | --- |
| - 路祥安對民調的提問只是「禮貌查詢」，連「關注」也談不上 - 路祥安問及大學是否有機制監察民調研究及由誰決定題目，鄭耀宗回答校方尊重學術自由並沒有監察機制，只有質素保證機制 - 路祥安問及鍾庭耀可能有角色衝突時，鄭耀宗指自己為應用科學學者根本不認識有關問題，所以無法回答。 | - 透過秘書相約會面，有關民意調查的話題是對方主動提起。校長不問，自己不會主動提出 - 初時表示無向鄭耀宗提過，民意調查監察機制的問題；其後澄清為「校長提及學術自由時，為表示尊重其觀點，他也跟著重複說出鄭所說的話……自己像一隻鸚鵡，他說一個字，我也跟著說一個字。」 - 期間「溫和及禮貌地」質疑(queried)當有人（無指名道姓）兼做調查員，又好像是政治評論員，會否有角色衝突 |

### 其他人物證供
校長辦公室高級助理教務長關陳玉坤引述鄭耀宗在會面後說，指路祥安問及大學監察民意調查的機制，及鍾庭耀是否存在角色衝突兩件事情。翌日的大學高層管理會議上，鄭耀宗亦提及該次會晤。1999年3月副校長程介明更成立一個專責小組，並建議成立一個社會政策研究中心，提高調查學術的水平。
港大精神醫學系主任及新政策研究中心的負責人麥列菲菲作供，曾在1999年5月11日與自己及程介明會面，指鄭耀宗當時提及「與董建華直接會面時談及三項『政治事件』，董建華『關注』鍾庭耀民調的負面結果」（但沒有指出其他兩件事是甚麼）。鄭耀宗建議新成立的研究所或可給鍾庭耀多點監察，當時麥列菲菲回應稱大學不應有任何行動，明言施加壓力只會有反效果。麥列菲菲表示校長並無示意要有行動，但她認為特首的「關注」會帶來憂慮，令大學承受政治壓力，她理解為「特首是想校長有所行動」。
港大副校長程介明作供，指上述會面時鄭耀宗談及曾與董建華會面，董建華談及三件事，其中一件是鍾庭耀的民調。鄭耀宗對董建華的意見表示憂慮，有關印象是從連串事件中產生的。2000年1月高層管理會議有討論過鍾庭耀的民調，在此之前的三、四次會議，他也聽過類似的說法，並說最少一、兩個場合聽過校長說有特首或接近特首辦的人不喜歡大學所做的調查，而鍾庭耀民調則最少被提及過一、兩次。
對於兩名下屬同時指稱他曾透露會見特首談民調，鄭耀宗初時只說「不太記得」、「並沒有這記憶」，其後指從沒向二人提及他與董建華的會面。

### 調查結果
獨立調查小組在8月26日完成長達74頁的調查報告，校務委員會在9月1日公開報告內容。調查小組的採納了刑事案件舉證責任，即聆訊的證據應在「沒有合理疑點」下（beyond reasonable doubt）被採納成為結論。報告指出，鄭耀宗先在1999年1月4日要求鍾庭耀提交民意調查計劃資料，並在1月6日與路祥安會面。會面期間，路祥安在市民對政府支持率下降的情況下，希望阻止不利的民調結果進一步打擊港府聲望，要求港大想辦法停止屬下的部門發表對特首施政不利的消息。鄭耀宗及後3次在港大校內的高層會議上，表達過特首對民調的關注，並且囑咐黃紹倫向鍾庭耀表達；而黃則先後兩次基於這政治考慮而向與鍾會面，反映對民調工作的意見，並向對方要求不要再發表不利特首施政的消息，否則會逐漸收緊民意研究計劃的發展。
調查小組在考慮到所有路祥安與鄭耀宗會面的證據後，和他們以警覺的舉止就會面作供，認為證人並非真實和全面地說出當時的會面內容，路祥安是個「拙劣和不誠實」的證人，委員會認為他沒有回憶和描述所有當時與校長會時曾談過的事情。作供時只為力求與事件劃清界線，對鍾庭耀的批評保持距離，只就當日雙方的對話，提供了一個經已過濾的版本。委員會不接受校長鄭耀宗就是次會面所作的證供。雖然他所說的可能真有其事，但他並沒有說出事情的全部，難以使人信服。委員會相信會面後，除了在高層管理會議上討論，沒採取任何行動。
報告認為在1999年1月7日的鄭耀宗在高層管理會議上，討論過特首辦人員來訪並談及民意調查計劃一事。調查委員會肯定黃紹倫是喑中受鄭耀宗的囑咐，透過1999年1月29日的會面，向鍾庭耀傳達一個被視為壓抑其學術自由的訊息；大多數成員亦認為透過1999年11月1日的會面，是受鄭耀宗授意黃紹倫情況下，向鍾庭耀傳達相近的訊息，一名成員則在衡量各方的可能性下(a balance of probabilities)認為鄭耀宗的授意下傳達有關訊息。
報告認為鍾庭耀是誠實的證人，他說出了兩次與黃紹倫的會面時所作出相關指控的真相。不過，調查報告並沒有就董建華與此事的關連作出結論。

### 各方反應
9月1日，校務委員會公開調查報告後，路祥安、鄭耀宗及黃紹倫均不接受對他們的指控，並表示不會辭職。校務委員會主席楊鐵樑在當日會議開始前曾與董建華會面15分鐘，董建華以港大校監身分，表示對事件關心，希望各委員「處理得好一點」。
9月6日，即港大校務委員會討論調查報告當日，鄭耀宗及黃紹倫在社會輿論，以至校內教職員（包括多位學院院長、副院長等）、學生及舊生的強烈下台聲下，發表公開信作出請辭。鄭耀宗堅持自己「問心無愧」，但處理事件時沒有考慮到敏感性，其失誤使大學在近月「飽受折磨」，已使大學群體出現兩極化，問題的爭議性已尖銳到可能嚴重傷害港大的地步，願意負起道德上的責任。黃紹倫亦發表書面聲明，重申不接納報告指他協助鄭耀宗傳遞施壓訊息的結論，並稱「希望傷感的長篇故事會告終，大學的療傷過程可以開始」。
路祥安透過代表律師向校務委員會提交信件，指斥報告已造成極大的聲譽損害，表示「強烈反對」和「不接受」報告的批評，稱報告沒有實質證據支持，超出調查小組的職能，不排除會採取法律行動，呼籲否決調查小組的報告。
校務委員會其後在當日傍晚的討論，未有表決接納獨立調查小組報告，只是「閱悉」該份報告，希望可以儘快平息有關紛爭，重建港大聲譽。董建華表示政府尊重學術自由，並形容路祥安為人「誠實可靠」，並認同其所作證是「完全可信」，適合繼續當他的助理。最終路祥安並沒有因此事立即下台，並繼續任職至將近董建華辭職之時，才被調回董建華的家族企業（東方海外）。

### 引用
1. ↑  調查報告，Section II(21) - The Evidence: Dr. Chung and the POP Surveys
2. ↑  . 港聞. 明報. 2000-07-22: A03.
3. ↑  調查報告，Section II(14) - The Evidence: Dr. Chung and the POP Surveys
4. ↑  Angela Li. . SCMP. 2000-07-07.
5. ↑  . 每日雜誌 (星島日報). 2000-07-08: A10.
6. ↑  . 香港政府新聞處. 2000-07-07  [2010-09-21]. （原始内容存档于2015-09-24）. （页面存档备份，存于）
7. 1 2  . 要聞-頭條. 明報. 2000-07-08: A02.
8. ↑  . 要聞. 新報. 2000-07-08.
9. 1 2  . 港聞. 明報. 2000-07-09: A04.
10. ↑  . 香港政府新聞處. 2000-07-08  [2010-09-21]. （原始内容存档于2016-03-04）. （页面存档备份，存于）
11. ↑  . 香港政府新聞處. 2000-07-09  [2010-09-21]. （原始内容存档于2015-09-24）. （页面存档备份，存于）
12. ↑  . 要聞. 明報. 2000-07-08: A02.
13. ↑  . 要聞. 蘋果日報. 2000-07-08: A03.
14. ↑  . 天天日報. 2000-07-08.
15. ↑  Angela Li, No Kwai-yan. . 南華早報. 2000-07-08.
16. ↑  . 港聞. 明報. 2000-07-10: A06.
17. ↑  . 社評. 星島日報. 2000-07-08: A04  [2010-09-21].[]
18. ↑  . 社評. 明報. 2000-07-08.
19. ↑  . 社評. 經濟日報. 2000-07-08.
20. ↑  . 社評. 新報. 2000-07-08.
21. ↑  . 社評. 成報. 2000-07-08.
22. ↑  . 社評. 蘋果日報. 2000-07-08.
23. ↑  文心. . 大公論壇. 大公報. 2000-07-08: A10.
24. ↑  . 社評. 大公報. 2000-07-11.
25. ↑  . 成報. 2000-07-11.
26. ↑  . 明報. 2000-07-08.
27. ↑  . 要聞 (星島日報). 2000-07-08.
28. 1 2  . 要聞-頭條. 明報. 2000-07-25: A02.
29. 1 2  . 星島日報. 2000-07-20: A10.
30. 1 2  . 星島日報. 2000-07-15  [2010-10-06]. （原始内容存档于2013-04-27）.
31. 1 2  . 要聞-頭條. 明報. 2000-07-15: A02.
32. 1 2  . 港聞. 明報. 2000-07-15: A03.
33. ↑  ibid
34. ↑  . 頭條. 蘋果日報. 2000-07-15: A01.
35. ↑  . 港聞. 明報. 2000-07-15: A03.
36. ↑  . 要聞. 明報. 2000-07-22: A02.
37. ↑  . 星島日報. 2000-07-22: A02  [2010-10-06]. （原始内容存档于2012-09-13）.
38. 1 2  . 港聞. 明報. 2000-07-23: A03.
39. ↑  . 港聞. 2000-07-24: A03.
40. ↑  . 香港政府新聞處. 2000-07-20  [2010-09-23]. （原始内容存档于2004-08-13）. （页面存档备份，存于）
41. ↑  . 香港政府新聞處. 2000-07-21  [2010-09-23]. （原始内容存档于2016-03-04）. （页面存档备份，存于）
42. ↑  . 香港政府新聞處.   [2010-09-23]. （原始内容存档于2016-03-04）. （页面存档备份，存于）
43. ↑  . 香港政府新聞處.   [2010-09-23]. （原始内容存档于2007-04-04）. （页面存档备份，存于）
44. ↑  . 香港政府新聞處. 2000-07-14  [2010-09-23]. （原始内容存档于2016-03-04）. （页面存档备份，存于）
45. ↑  . 香港政府新聞處. 2000-07-15  [2010-09-23]. （原始内容存档于2009-02-07）. （页面存档备份，存于）
46. ↑  . 香港政府新聞處. 2000-07-16  [2010-09-23]. （原始内容存档于2015-09-24）. （页面存档备份，存于）
47. ↑  . 香港政府新聞處. 2000-07-20  [2010-09-23]. （原始内容存档于2015-09-24）. （页面存档备份，存于）
48. ↑  . 港聞. 星島日報. 2000-07-16: A06  [2010-09-23]. （原始内容存档于2013-04-27）.
49. ↑  . 要聞. 蘋果日報. 2000-07-16.
50. ↑  . 星島日報. 2000-07-22: A02  [2010-10-06]. （原始内容存档于2012-09-09）.
51. ↑  . 星島日報. 2000-07-15  [2010-09-22]. （原始内容存档于2012-09-09）.
52. ↑  調查報告，Section I (9), Introduction - Hearing Rules
53. ↑  . 香港政府新聞處. 2000-08-01  [2010-09-23]. （原始内容存档于2015-09-24）. （页面存档备份，存于）
54. ↑  明報，8月8日
55. ↑  明報、星島日報，8月12日
56. ↑  明報，8月11日
57. ↑  明報，8月15日
58. ↑  明報，8月8日、8月9日、8月11日，明報、星島日報，8月12日
59. ↑  明報、星島日報，8月15日
60. ↑  明報、星島日報，8月11日
61. ↑  調查報告，Section II(61-65) - The Evidence - The meeting between the Vice-Chancellor and Professor K.M. Cheng and Professor Lieh-Mak on 11th May, 1999
62. ↑  調查報告，Section II(60)
63. ↑  明報、星島日報，8月16日
64. ↑  調查報告，Section IV (97)- Findings and opinion
65. ↑  調查報告，Section IV (101-108)- Findings and opinion
66. ↑  調查報告，Section II (36) - The Evidence The Meeting on 6th January 1999 between Mr. Lo & the Vice-Chancellor及Section IV (99)- Findings and opinion
67. ↑  調查報告，Section IV - Findings and opinion, 109
68. ↑  港大：特首官員干預民調 （页面存档备份，存于），BBC中文網
69. ↑  .   [2008-09-03]. （原始内容存档于2008-06-21）. （页面存档备份，存于）
70. ↑  調查報告，Section IV (104) - Section IV - Findings and opinion
71. ↑  . 要聞 (明報). 2000-09-02: A01.
72. ↑  . 要聞 (明報). 2000-09-06: A01. 面臨下台危機的鄭耀宗昨日上午也緊急約見七名院長，探聽‘民情’。出席的院長一致勸鄭自動請辭，有院長更毫不客氣指出，無論鄭過去對港大有多大貢獻，但在目前形勢下根本無法再帶領港大，故希望他為了港大利益，自動辭退校長一職。
73. ↑  . 2000-09-06  [2010-09-29]. （原始内容存档于2012-07-14） （英语）. Archive.today的存檔，存档日期2012-07-14
74. ↑  . 2000-09-06  [2010-09-29]. （原始内容存档于2012-07-17） （英语）. Archive.today的存檔，存档日期2012-07-17
75. ↑  . 2000-09-06  [2012-09-29]. （原始内容存档于2012-07-11） （英语）. Archive.today的存檔，存档日期2012-07-11
76. ↑  行政長官談話全文 2000年9月1日 （页面存档备份，存于），查閱日期：2010年9月29日

## 外部連結
- 香港大學民意研究計劃網站 （页面存档备份，存于）
- 香港民意研究所網站 （页面存档备份，存于）
- Arrangement of Statutes, The University of Hong Kong （页面存档备份，存于），香港大學規章 （英文）
- 香港大學學生會 鍾庭耀事件[]